# Hune Sogn
Hune Sogn er et sogn i Jammerbugt Provsti (Aalborg Stift).
I 1800-tallet var Hune Sogn anneks til Saltum Sogn. Begge sogne hørte til Hvetbo Herred i Hjørring Amt. Saltum-Hune sognekommune blev ved kommunalreformen i 1970 indlemmet i Pandrup Kommune, som ved strukturreformen i 2007 indgik i Jammerbugt Kommune. 
I Hune Sogn ligger Hune Kirke fra Middelalderen og Rødhus Kirke, opført i 1912.
I sognet findes følgende autoriserede stednavne:
- Albæk (vandareal)
- Blokhus (bebyggelse)
- Blokhus Klitplantage (areal)
- Dommerborg (bebyggelse)
- Engesgård (bebyggelse)
- Helledesø (areal)
- Hune (bebyggelse, ejerlav)
- Hune Bæk (vandareal)
- Hunetorp (bebyggelse)
- Højen (bebyggelse)
- Kryle (bebyggelse)
- Landbæk (vandareal)
- Lien (areal)
- Pirup (bebyggelse)
- Pirupshvarre (bebyggelse)
- Rimmehuse (bebyggelse)
- Roppen (bebyggelse)
- Rødhus (bebyggelse)
- Rødhus Klit (bebyggelse)
- Rønnelien (bebyggelse)
- Stenmark (bebyggelse)
- Tornmark (bebyggelse)
- Tranum Klitplantage (areal)